# Thirty Seconds to Mars
Thirty Seconds to Mars (cũng thường cách điệu là 30 Seconds to Mars) là một ban nhạc rock người Mỹ đến từ Los Angeles, được thành lập vào năm 1998. Kể từ năm 2007, ban nhạc bao gồm nam ca sĩ Jared Leto (hát chính, guitar, bass, bàn phím, nhạc sĩ), Shannon Leto (trống, bộ gõ) và Tomo Miličević (lead guitar, bass, đàn organ, dây).
Cho đến nay, Thirty Seconds to Mars đã phát hành bốn abum phòng thu, gồm 30 Seconds to Mars (2002), A Beautiful Lie (2005), This Is War (2009) và Love, Lust, Faith and Dreams (2013) cùng các EP gồm AOL Sessions Undercover (2007), To the Edge of the Earth (2008) và MTV Unplugged: 30 Seconds to Mars (2011). Tính đến tháng 5 năm 2013, ban nhạc đã bán được hơn 10 triệu album trên toàn thế giới.

## Danh sách đĩa nhạc
Album phòng thu
- 30 Seconds to Mars (2002)
- A Beautiful Lie (2005)
- This Is War (2009)
- Love, Lust, Faith and Dreams (2013)
- America (2018)
- It's the End of the World but It's a Beautiful Day (2023)